# Żurawica (Subkarpaten)
Żurawica is een dorp in het Poolse woiwodschap Subkarpaten, in het district Przemyski. De plaats maakt deel uit van de gemeente Żurawica en telt 4702 (2006 r.) inwoners.